# Wilhelm Carl Heraeus
Wilhelm Carl Heraeus, född 6 mars 1827 i Hanau, död 14 september 1904 i Hanau, var en tysk kemist.
Heraeus var grundare av den tyska platinaindustrin. Den av Heraeus 1851 grundlagda firman i Hanau övertogs senare av sönerna och utökades även till tillverkning av kvartsglas och kvartslampor för ultraviolett ljus.